# Thinking of You (Lenny Kravitz)
Thinking of You è il quinto singolo ad essere estratto dall'album 5 di Lenny Kravitz, pubblicato nell'agosto 1999. La canzone è dedicata alla madre di Kravitz, l'attrice Roxie Roker, morta di cancro nel 1995. Il video del brano è stato diretto da Matthew Rolston.

## Tracce
1. Thinking of You
2. Thinking of You (Emilio Estefan Salsa Version)
3. Thinking of You (Hexum Hip-Hop Remix)

## Classifiche
| Classifica (1999) | Posizione massima |
| ----------------- | ----------------- |
| Islanda           | 17                |
| Italia            | 25                |
| Polonia           | 17                |